# Raül López i Molist
Raül López Molist (Vic, 15 d'abril del 1980) és un exjugador de bàsquet que va desenvolupar la seva carrera professional entre el 1998 i el 2016. Va jugar amb el Joventut de Badalona, el Reial Madrid, els Utah Jazz, el CB Girona, el Khimki BC i el CB Bilbao Berri i va ser internacional amb la selecció espanyola. La temporada 2003/2004 va esdevenir el segon jugador català que ha jugat a l'NBA, després de Pau Gasol.

## Carrera esportiva
Va començar a jugar al bàsquet en les categories inferiors del Club Bàsquet Vic, el club de la seva ciutat natal, fins que el Joventut de Badalona el va fitxar per al planter de la Penya, equip amb el qual debutaria en la lliga ACB.
El base de Vic, abans de debutar en l'ACB, va exercir com capità de la selecció Espanyola júnior que va conquistar l'or en el Torneig de Manheim i en el Mundial de Lisboa (1998) en categoria júnior.
Les seves brillants actuacions amb la selecció junior i amb el Joventut van cridar l'atenció del Real Madrid que va pagar per ell 100 milions de les extintes pessetes, convertint-se en el traspàs més car de la història de la Lliga ACB.
Aviat es va guanyar el favor de l'equip blanc. No obstant això, la segona temporada del base de Vic amb el club blanc es va veure truncada per una lesió de genoll: trencament del lligament encreuat anterior del genoll dret. Una operació i sis mesos de dura recuperació van transcórrer abans que Raül tornés a les pistes en el mes de maig.
Un any abans havia estat triat el número 24 del Draft de l'NBA, una elecció en primera ronda per davant de jugadors com Tony Parker, i després de la lesió es va decidir a donar el salt a la millor lliga del món. Va signar un contracte amb Utah Jazz i va començar la seva preparació amb la selecció per al Mundial d'Indianàpolis.
El 17 d'agost, en un amistós contra Rússia, va tornar a lesionar-se el mateix genoll. Idèntica lesió i idèntica recuperació però aquesta vegada com a jugador dels Jazz. Un any sencer va passar abans que Raül debutés en l'NBA. Temporada discreta en el seu any de rookie. Durant el seu segon any les coses semblaven anar millor però una nova lesió, aquesta vegada en el seu genoll "bo", l'esquerre, el va apartar de l'equip a mitjan temporada.
El juliol de 2005 Utah Jazz va cedir els seus drets en la major transacció de la història de l'NBA (la qual més equips i jugadors va involucrar) i van acabar en mans dels Memphis Grizzlies. No obstant això, Raül va preferir acceptar una suculenta oferta econòmica de l'Akasvayu Girona, i tornar a Espanya per a disputar la Lliga ACB de la temporada 2005-2006, car pel que sembla el seu genoll no pot aguantar el ritme frenètic del calendari NBA. La signatura Akasvayu (promotora immobiliària) va utilitzar la imatge de Raül per a promocionar la seva signatura.
Malgrat el seu bon any a Girona, el base de Vic, no va ser convocat per la selecció espanyola i va decidir acceptar l'oferta del Real Madrid, amb el qual espera tornar a ser el millor base de l'ACB. Les opcions d'èxit del seu nou equip, el Real Madrid, depenen en gran part d'ell, ja que l'equip està basat en l'aportació ofensiva de Felipe Reyes per dintre i Louis Bullock per fora i en la seva direcció d'equip, que comparteix amb el turc Kerem Tunçeri.
Amb la selecció no ha tornat a disputar cap partit després de penjar-se el bronze en l'Eurobasket de Turquia.
El 3 de març de 2016 va anunciar la seva retirada del bàsquet professional al finalitzar la temporada.

## Clubs
- Categories inferiors Club Bàsquet Vic
- Temporada 1997-98: Club Joventut de Badalona (ACB)
- Temporada 1998-99: Club Joventut de Badalona (ACB)
- Temporada 1999-00: Club Joventut de Badalona (ACB)
- Temporada 2000-01: Real Madrid (ACB)
- Temporada 2001-02: Real Madrid (ACB). Mitja temporada lesionat.
- Temporada 2002-03: Utah Jazz,  Estats Units (NBA). Mitja temporada lesionat.
- Temporada 2003-04: Utah Jazz,  Estats Units (NBA)
- Temporada 2004-05: Utah Jazz,  Estats Units (NBA)
- Temporada 2005-06: Akasvayu Girona (ACB)
- Temporada 2006-07: Real Madrid (ACB)
- Temporada 2007-08: Real Madrid (ACB)
- Temporada 2008-09: Real Madrid (ACB)
- Temporada 2009-10: Khimki BC,  Rússia (Superlliga)
- Temporada 2010-11: Khimki BC,  Rússia (Superlliga)
- Temporada 2011-12: CB Bilbao Berri (ACB)
- Temporada 2012-13: CB Bilbao Berri (ACB)
- Temporada 2013-14: CB Bilbao Berri (ACB)
- Temporada 2014-15: CB Bilbao Berri (ACB)
- Temporada 2015-16: CB Bilbao Berri (ACB)

## Internacional
- 2008: Espanya. Participa en els Jocs Olímpics d'Estiu de 2008 de Pequín.
- 2009: Espanya. Participa a l'Eurobasket de Polònia.
- 2010: Espanya. Participa en el Mundial de bàsquet de Turquia.

## Palmarès
- 1998: Medalla d'Or al Torneig de Mannheim amb la selecció espanyola junior.
- 1998: Medalla d'Or al Campionat d'Europa Junior amb la selecció espanyola junior.
- 1999: Medalla d'Or al Campionat del Món Junior amb la selecció espanyola junior.
- Temporada 2000-01: Subcampió de la Lliga ACB de bàsquet amb el Real Madrid
- Temporada 2000-01: Subcampió de la Copa del Rei de bàsquet amb el Real Madrid
- 2001: Medalla de Bronze a l'Eurobasket amb la selecció espanyola.
- Temporada 2006-07: Subcampió de la Copa del Rei de bàsquet amb el Real Madrid
- Temporada 2006-07: Campió de la ULEB EuroCup amb el Real Madrid
- Temporada 2006-07: Campió de Lliga ACB de bàsquet amb el Real Madrid
- 2008: Medalla de plata als Jocs Olímpics d'Estiu de 2008 de Pequín amb la selecció espanyola.
- 2009: Medalla d'Or a l'Eurobasket de Polònia amb la selecció espanyola.
- Temporada 2009-10: Subcampió de la Superlliga russa amb el Khimki BC
- Temporada 2010-11: Campió de la VTB League amb el Khimki BC
- Temporada 2010-11: Subcampió de la Superlliga russa amb el Khimki BC